# Nouvelle force démocratique (Monténégro)
La Nouvelle force démocratique (en albanais : Forca e Re Demokratike, FORCA ; en monténégrin : Nova demokratska snaga) est un parti politique monténégrin. Son idéologie principale est la défense des intérêts de la minorité albanaise du pays. Il est basé à Ulcinj.

## Histoire
La Nouvelle force démocratique est fondée le 22 octobre 2005 en tant que parti politique ethnique représentant la minorité albanaise du Monténégro. Le parti ouvre sa première branche en 2008 à Tuzi. Le premier président du parti est Nazif Cungu, jusqu'au 4e congrès du parti qui se tient le 30 octobre 2021, durant lequel Genci Nimanbegu est élu nouveau chef du parti.

## Résultats électoraux
| Élection | Chef            | Résultat | Résultat | Résultat | Résultat      | Coalition | Gouvernement             |
| Élection | Chef            | Voix     | %        | Sièges   | +/–           | Coalition | Gouvernement             |
| -------- | --------------- | -------- | -------- | -------- | ------------- | --------- | ------------------------ |
| 2006     | Nazif Cungu     | 2 197    | 0,65     | 0 / 81   | Nv            | –         | Extra-parlementaire      |
| 2009     | Nazif Cungu     | 2 939    | 0,89     | 1 / 81   | 1             | –         | Opposition               |
| 2012     | Nazif Cungu     | 5 244    | 1,47     | 1 / 81   | en stagnation | ZJ        | Soutien                  |
| 2016     | Nazif Cungu     | 4 854    | 1,27     | 1 / 81   | en stagnation | AO        | Soutien                  |
| 2020     | Nazif Cungu     | 6 488    | 1,58     | 1 / 81   | en stagnation | AL        | Opposition (2020-2022)   |
| 2020     | Nazif Cungu     | 6 488    | 1,58     | 1 / 81   | en stagnation | AL        | Gouvernement (2022-2023) |
| 2023     | Genci Nimanbegu | 4 512    | 1,49     | 1 / 81   | en stagnation | AA        | Gouvernement             |